# Juan del Álamo
Jonathan Sánchez Peix plus connu sous le nom de Juan del Álamo né le 1er octobre 1991 à Ciudad Rodrigo, est un matador espagnol.

## Présentation et carrière
Il fait ses débuts à Arles en novillada piquée le 11 avril 2011 aux côtés de Román Pérez  et de Marco Leal devant du bétail de Robert Margé.
Le 25 juillet 2011 il prend son  alternative à Santander, avec pour parrain El Juli, et pour témoin, Miguel Ángel Perera devant des taureaux de Jandilla.
Il confirme à Madrid le 8 avril 2012. avec comme parrain El Fundi et comme témoin Victor Barrio . 
En 2012 il est seulement à la 60e place de l'Escalafón. 
Après avoir brillé comme novillero, il semblait avoir chuté après son alternative, face à des taureaux adultes. Mais il a remonté la pente : il a reçu à Mimizan le prix du meilleur lidiador de France, remis par le ganadero camarguais Bruno Blohorn, président de l'Association des éleveurs français de taureaux de combat (présentée aussi sous le nom de Toros de France)